# Dieylani Fall
Pour les articles homonymes, voir Fall.
Abdou Khadre Dieylani Fall, né le 30 novembre 1989 à Thiès au Sénégal, est un ancien footballeur sénégalais. Il évoluait au poste d'attaquant.

## Biographie

### Mbakhane Thiès
Il commence sa carrière au Mbakhane Thiès qui n'évite pas la relégation, malgré les seize buts inscrits par Dieylani Fall et son titre de meilleur buteur de National 1 en 2005.

### ASEC Ndiambour
Il signe en 2009 à l'ASEC Ndiambour. Lors de cette saison, il marque six buts, ce qui n'empêche pas le club d'être relégué en Ligue 2.

### ASC Diaraf
En août 2010, il marque un doublé avec l'ASC Diaraf contre le Niary Tally lors de la finale retour du championnat du Sénégal pour une victoire 3-1. Ses performances très intéressantes dès sa première saison sous son nouveau maillot lui font rejoindre les grands nom du club comme Ndofène Fall, Mame Birame Mangane et Mansour Ayanda. Son entraîneur, Lamine Dieng, affirme à la fin de la finale que « c’est le futur avant-centre des Lions ». Dès septembre 2010, l'AJ Auxerre se montre très intéressé par le joueur, ainsi que le FC Cologne et New England Revolution.
Il est sélectionné en équipe du Sénégal par Joseph Koto à la fin de l'année 2010 pour les Éliminatoires du Championnat d'Afrique des nations de 2011. Dieylani Fall inscrit contre la Sierra Leone l'unique but de son équipe lors du match aller. Mais il réalise cependant par la suite de mauvaises performances en championnat, ce qui oblige son nouvel entraîneur Lamine Dieng à le mettre sur le banc. Après avoir fait évoluer son jeu, il conclut les matchs de la phase retour du championnat par six buts.

### AJ Auxerre
Après six buts marqués pour l'ASC Diaraf et avoir été élu meilleur joueur de la phase retour du championnat du Sénégal en 2010, il s'engage le 11 janvier 2011 avec l'AJ Auxerre en provenance de l'ASC Diaraf pour une durée de quatre ans et demi. Il avait toutefois effectué un essai dès septembre 2010 à Auxerre. Une période de six mois est prévue pour son adaptation au football européen d'après le directeur du centre de formation de l'AJA, Francis De Taddeo. Dieylani Fall est le septième joueur sénégalais de football à porter les couleurs de l'AJ Auxerre après Amdy Faye (1998-2003), Khalilou Fadiga (2000-2003), Moussa N'Diaye (2005-2006), Issa Ba (2006-2009), Fara Gomis et Ousmane Cissokho (2003- ).
Pour le directeur du centre de formation de l'AJ Auxerre, Francis De Taddeo, c'est un « très bon joueur de tête, capable aussi de jouer en pivot ». Il est prévu que durant ses premiers mois sur le continent européen, il intègre l'équipe CFA de l'AJA. En janvier 2011, il est sélectionné pour le Sénégal lors du Championnat d'Afrique des Nations qui se déroule au Sénégal.
Alors que les six premiers mois en France devait lui servir de phase d'adaptation, le départ de Jean Fernandez remplacé à l'été 2011 par Laurent Fournier ne lui permet pas de s'imposer en équipe première lors du début de la saison 2011-2012. En novembre-décembre 2011, Dieylani Fall participe à la Coupe d'Afrique des Nations des moins de 23 ans 2011 qui se déroule au Maroc. Il est titulaire lors des trois matchs de la phase de poule et lors de la demi-finale, mais sans marquer. Son pays est battu en demi-finale par le Gabon U23, puis le Sénégal U23 est battu par l'Égypte U23 lors de la petite finale.

### Autres
Le 3 septembre 2012, il signe à l'Amiens SC. Après deux saisons passées à Amiens, le 12 septembre 2014, il s'engage pour quatre années avec le Wydad AC.

## Statistiques
| Saison          | Club            | Championnat | Championnat | Championnat | Coupe(s) nationale(s) | Coupe(s) nationale(s) | Compétition(s) continentale(s) | Compétition(s) continentale(s) | Compétition(s) continentale(s) | Sélection | Sélection | Sélection | Total | Total |
| Saison          | Club            | Division    | M.          | B.          | M.                    | B.                    | Comp.                          | M.                             | B.                             | Équipe    | M.        | B.        | M.    | B.    |
| 2009            | ASEC Ndiambour  | 1           | -           | -           | -                     | -                     | -                              | -                              | -                              | -         | -         | -         | 0     | 0     |
| 2010            | ASC Diaraf      | 1           | 6           | 4           | -                     | -                     | C2                             | 1                              | 1                              | Sénégal   | 2         | 0         | 9     | 5     |
| 2010-jan. 2011  | ASC Diaraf      | 1           | 2           | 1           | -                     | -                     | -                              | -                              | -                              | -         | -         | -         | 2     | 1     |
| jan. 2011-2011  | AJ Auxerre rés. | 4           | 16          | 6           | -                     | -                     | -                              | -                              | -                              | -         | -         | -         | 16    | 6     |
| 2011-2012       | AJ Auxerre rés. | 4           | 23          | 8           | -                     | -                     | -                              | -                              | -                              | -         | -         | -         | 23    | 8     |
| 2012-sept. 2012 | AJ Auxerre rés. | 4           | 2           | 0           | -                     | -                     | -                              | -                              | -                              | -         | -         | -         | 2     | 0     |
| sept. 2012-2013 | Amiens SC       | 3           | 15          | 2           | 1                     | 1                     | -                              | -                              | -                              | -         | -         | -         | 16    | 3     |

## Palmarès
- ASC Diaraf
  - Vainqueur du Championnat du Sénégal en 2010.
- Wydad Casablanca
  - Vainqueur du Championnat du Maroc en 2015

## Distinction personnelle
- Meilleur joueur du Championnat du Sénégal 2010